# NTT東日本伊豆病院

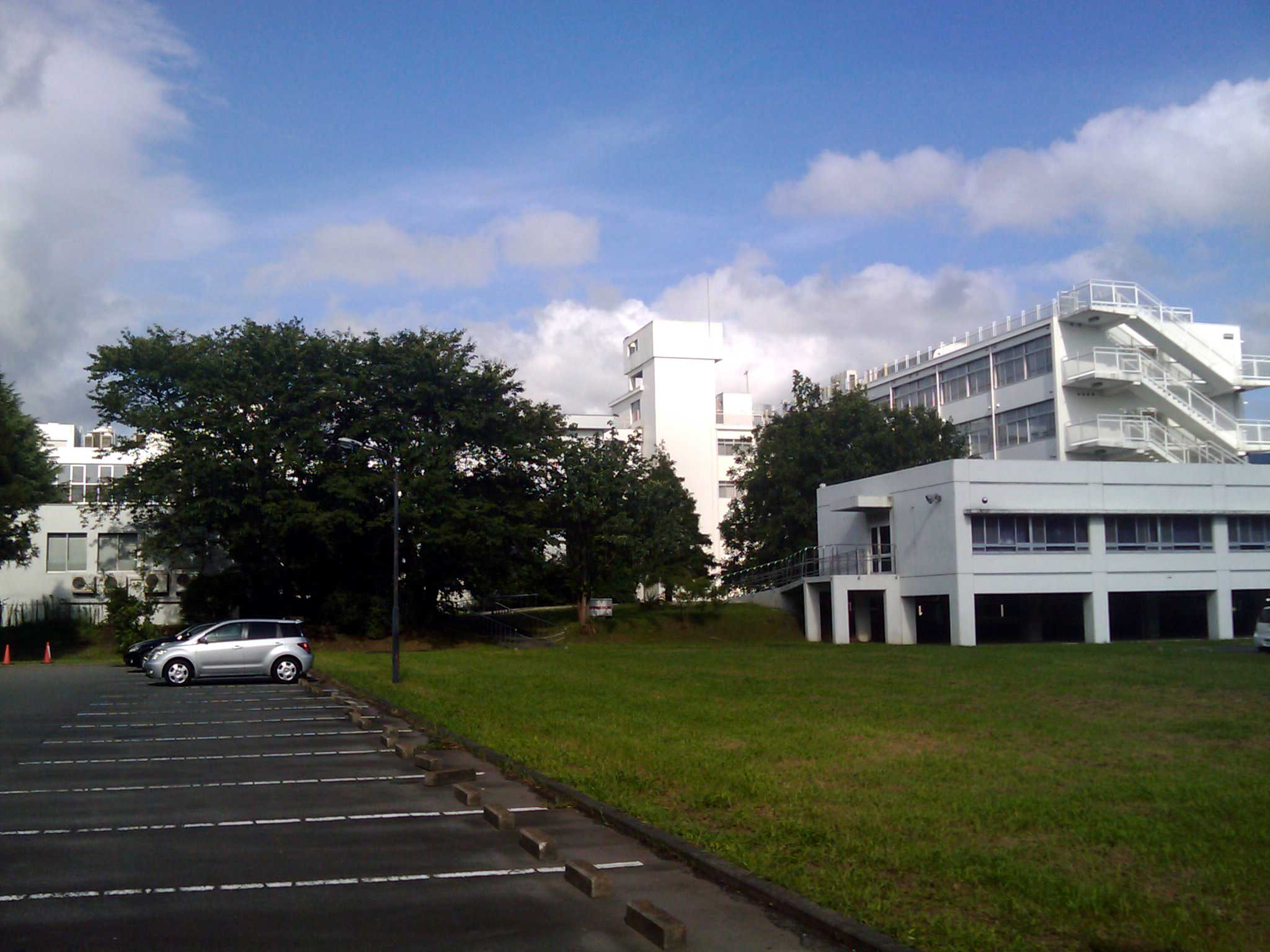
第一病棟

NTT東日本伊豆病院（エヌ・ティ・ティ・ひがしにほんいずびょういん、英語: Izu Hospital NTT EC）は、静岡県田方郡函南町にある、NTT東日本が運営する病院である。
企業立病院であるが、一般の患者も利用が可能である。

## 概要
広大な敷地で緑が豊富な病院であり遊歩道などもある。写真の本棟の他、第一病棟、第二病棟、ヘルスケア棟（人間ドック、健康診断、宿泊施設）、リハビリ棟、福祉施設（白寿園）などが敷地内に点在する。
建物内には売店としてヤマザキデイリーストアが入っているほか、入院施設や宿泊等ではインターネット用のLANが利用可能となっている。
リハビリテーションに力を入れている病院であり、身障者、リハビリ入院患者のための夏祭り、秋祭り（文化祭）が函南町の地域住民有志、NTTグループのボランティア団体などによって開催されている。
NTT東日本が運営する病院ではあるものの、設置場所の田方郡函南町はNTT西日本のエリアであるため、NTT東日本の電話回線を使用していない。

## 診療科
以前は、小児リハビリテーション科などもあった。
- 内科
  - 呼吸器科
  - 消化器科
  - 神経内科
- 歯科
- 皮膚科
- 整形外科
- 放射線科
- リハビリテーション精神科
- リハビリテーション科

## 歴史
伊豆病院だより14号より。
- 1944年（昭和19年）3月 - 東京第一陸軍共済病院として創設。
- 1945年（昭和20年）12月 - 第二次世界大戦終結に伴い、財団法人共栄会函南病院と改称。
- 1946年（昭和21年）6月 - 日本医療団に移管され、日本医療団函南病院と改称。
- 1947年（昭和22年）
  - 4月 - 施設一切が大蔵省に移管され、財団法人政府職員共済組合連合会函南病院と改称。
  - 7月 - 逓信省に移管され、伊豆逓信病院と改称（東京逓信局に所属）。
- 1949年（昭和24年）8月 - 逓信省の機構改革に伴い電気通信省に移管。
- 1952年（昭和27年）8月 - 日本電信電話公社設立に伴い移管。
- 1969年（昭和44年）4月 - 組織整備により関東逓信病院（現在のNTT東日本関東病院）の分院となる。
- 1970年（昭和45年）12月 - リハビリテーション業務を開始。これは全国でもかなり先進的な取組であった。
- 1985年（昭和60年）
  - 3月 - 結核病床を廃止。
  - 4月 - 日本電信電話公社の民営化に伴い、日本電信電話（NTT）の組織下に（病院の名称はそのまま）。
  - 11月 - 関東逓信病院から独立。
- 1999年（平成11年）
  - 6月 - 中央手術室の閉鎖及び外科系診療科の廃止。
  - 7月 - NTT再編に伴い、NTT東日本伊豆病院に改称。

## 各種機関指定
- 保険医療機関
- 労災保険指定医療機関
- 指定自立支援医療機関（精神通院医療）
- 身体障害者福祉法指定医の配置されている医療機関
- 臨床研修指定病院
- 精神保健及び精神障害者福祉に関する法律（昭和25年法律第123号）に基づく指定病院又は応急入院指定病院
- 精神保健指定医の配置されている医療機関
- 生活保護法指定医療機関
- 結核指定医療機関
- 特定疾患治療研究事業委託医療機関
- 原子爆弾被害者医療指定医療機関

## 学会等研修施設
- 日本消化器内視鏡学会指導施設
- 日本呼吸器学会認定施設
- 日本リハビリテーション学会研修施設
- 日本整形外科学会研修施設
- 日本皮膚科学会専門医研修施設
- 臨床研修指定病院
  - NTT東日本関東病院
  - 順天堂大学医学部附属静岡病院

## 交通アクセス
- JR東海道本線 函南駅・伊豆箱根鉄道駿豆線 大場駅より無料送迎バスあり。
- 函南駅より伊豆箱根バス：畑毛・奈古谷温泉行「NTT伊豆病院前」停留所下車。
- 大場駅より伊豆箱根バス：畑毛・奈古谷温泉行または函南行で「岐れ道」停留所または「NTT伊豆病院前」停留所下車。
- 沼津ICより国道136号・熱函道路経由で約30分。